# Saut de la Lézarde
Le saut de la Lézarde est une chute d'eau sur la rivière Lézarde qui se situe dans l'aire d'adhésion du parc national de la Guadeloupe sur la commune de Petit-Bourg en Guadeloupe. Avec d'autres cascades, elle fait partie des lieux d'attraction touristique de l'archipel bien qu'elle soit interdite d'accès par arrêté municipal depuis 2015 en raison des risques élevés d'accident.

## Description
Haute d'environ 10 mètres, la chute d'eau s'écoule dans un vaste bassin circulaire entouré de part et d'autre par des roches jonchées d'une végétation luxuriante (arbres, lianes, épiphytes, etc). Le sentier tortueux qui permet de descendre au saut de la Lézarde, à partir du lieu-dit de Vernou, serpente au travers de la forêt tropicale.
- Panorama à 360º

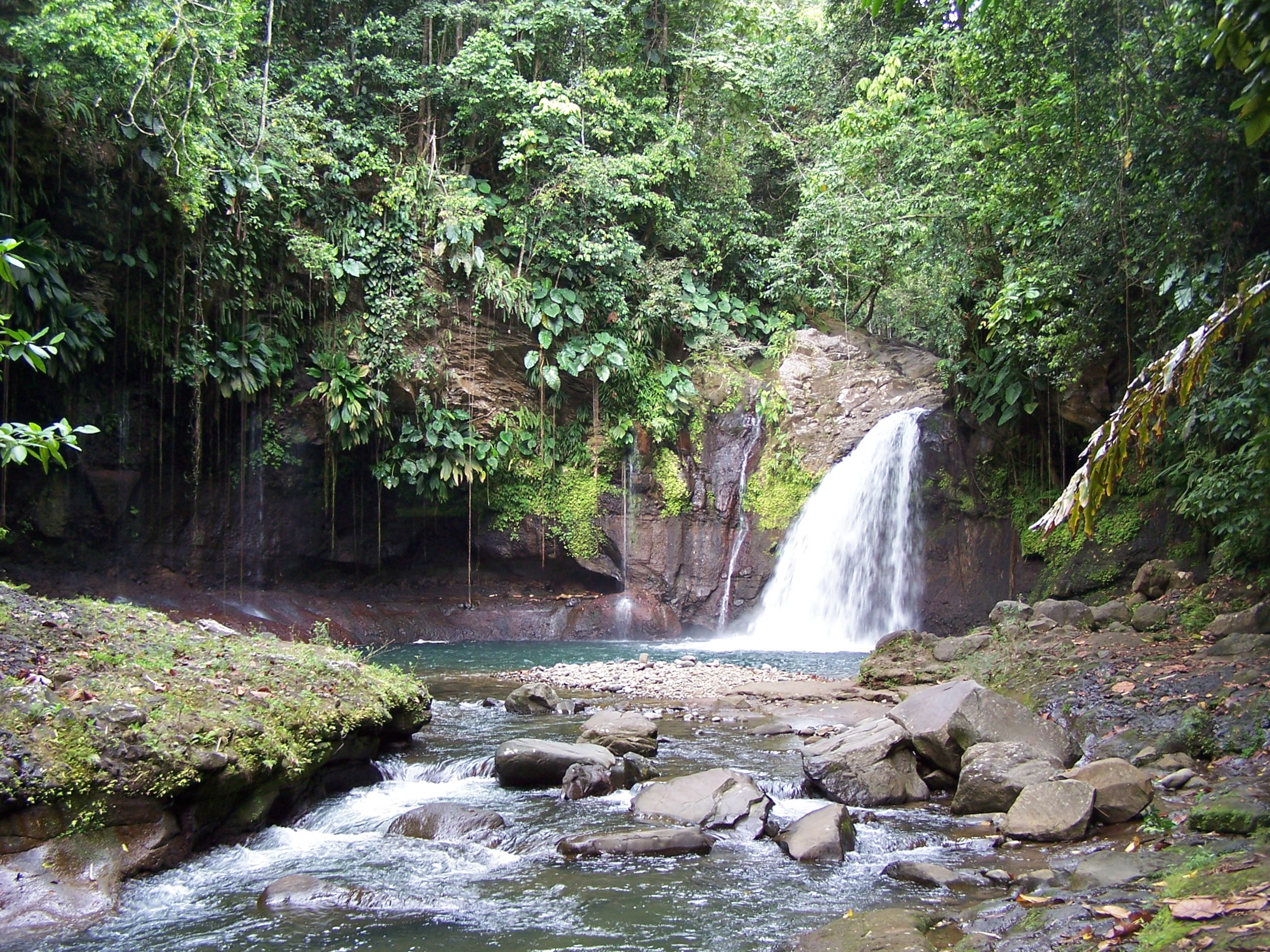
Vue large de la chute
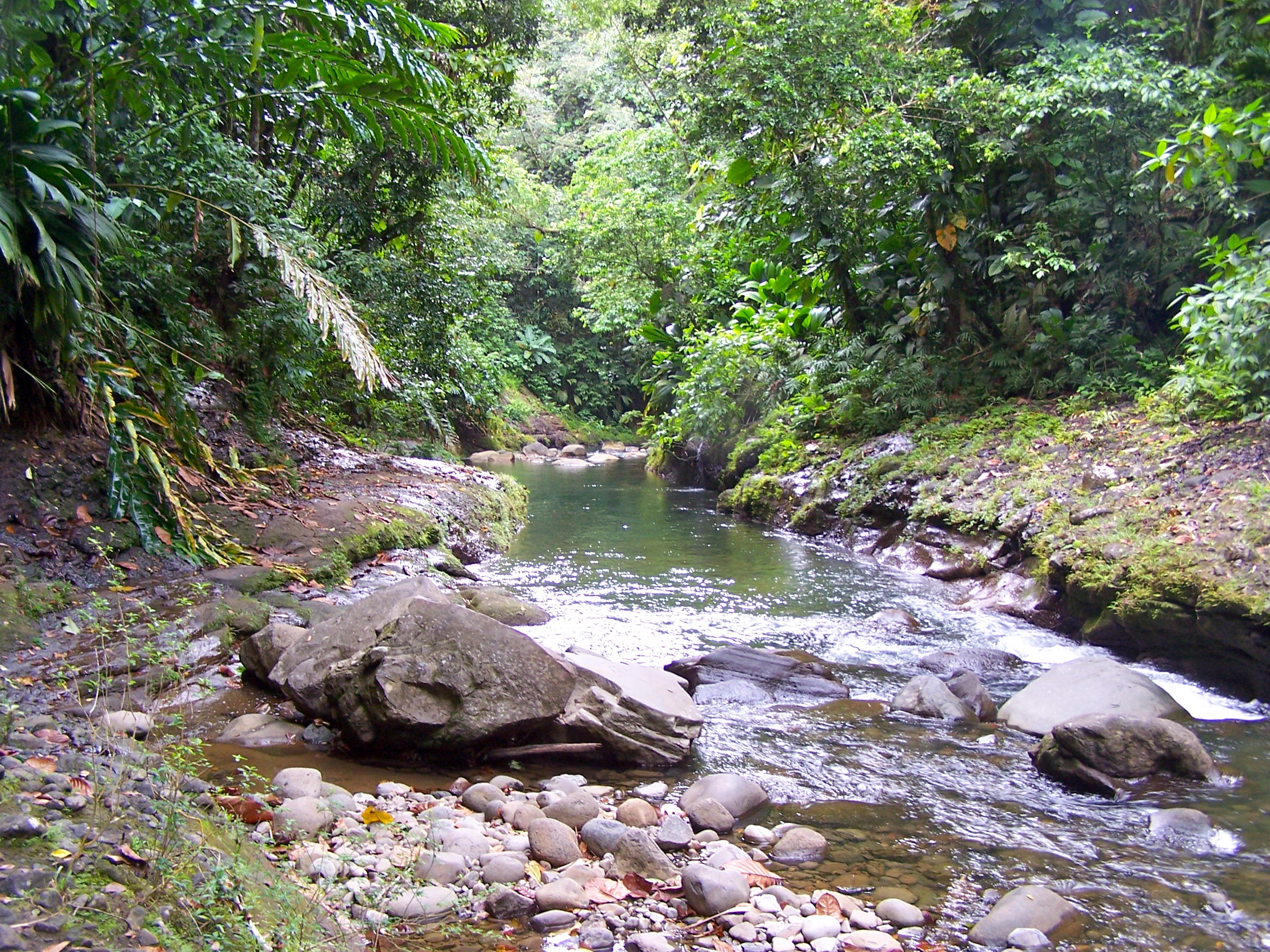
La Lézarde en aval du saut
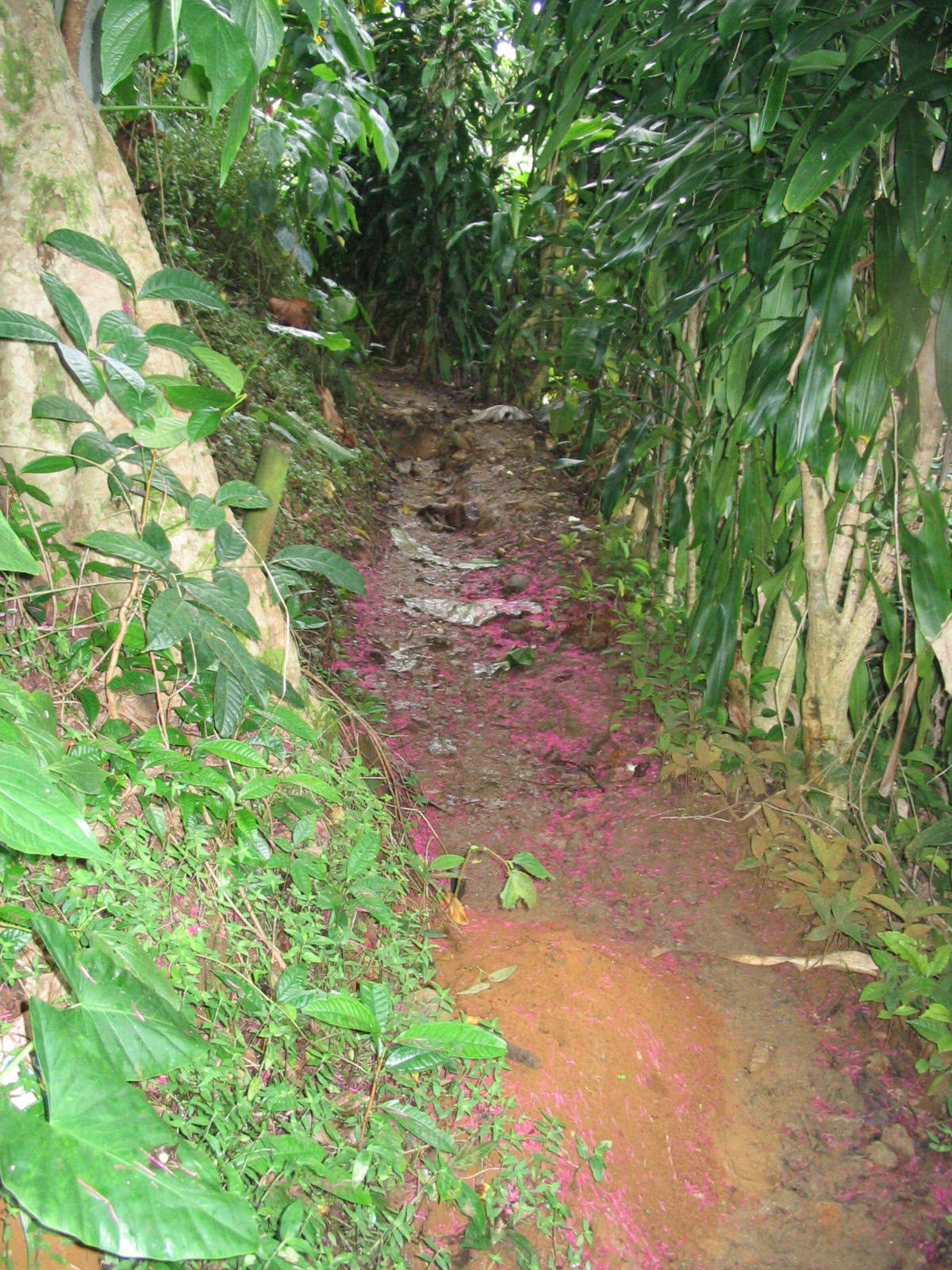
Chemin d'accès à la chute

## Risques
Comme tous les bassins de rétention au pied des cascades et sauts de la Guadeloupe, le saut de la Lézarde est fréquenté par des touristes qui s'y baignent bien que l'accès et la baignade soient interdits depuis 2015 par arrêté municipal,. Le site est en effet régulièrement exposé au risque de crue soudaine, pouvant survenir après des orages tombés en amont pendant les saisons humides, et emporter des personnes,, ainsi qu'au risque de noyade sous les remous et dans les tourbillons de la chute d'eau. De plus, les abords du saut sont entourés de rochers glissants entrainant régulièrement des chutes, des blessures graves, parfois mortelles,.